# 1001 Gaussia
1001 Gaussia (privremena oznaka 1923 OA), asteroid vanjskog glavnog pojasa. Otkrio ga je Sergej Beljavski, 8. kolovoza 1923. Nazvan je po njemačkom matematičaru Carlu Friedrichu Gaussu.

## Vanjske poveznice
- Minor Planet Center